# 11363 Вівес
11363 Вівес (11363 Vives) — астероїд головного поясу, відкритий 1 березня 1998 року.
Тіссеранів параметр щодо Юпітера — 3,673.
Названо на честь іспанського філософа Хуана Луіса Вівеса (ісп. Juan Luis Vives, 1492-1540).